# Frank Bertrand
Pour les articles homonymes, voir Bertrand.
 (février 2017).
Si vous disposez d'ouvrages ou d'articles de référence ou si vous connaissez des sites web de qualité traitant du thème abordé ici, merci de compléter l'article en donnant les références utiles à sa vérifiabilité et en les liant à la section « Notes et références ».
Frank Bertrand, né le 28 novembre 1949 à Paris et mort dans la même ville le 21 décembre 2018, est un écrivain français. Auteur dramatique, scénariste, biographe, romancier, metteur en scène, comédien depuis 1972. Frank Bertrand fut également psychanalyste.

## Biographie

### Jeunesse
Fils de la romancière Jacqueline Monsigny, qui fut actrice et présentatrice de télévision, Frank Bertrand a toujours vécu dans un milieu artistique.
Dès son plus jeune âge, il accompagne sa mère, alors épouse du réalisateur François Chatel sur les plateaux de télévision, ainsi que dans les coulisses des théâtres où elle se produisait à l’époque.
Tout en suivant des études secondaires laborieuses, Frank Bertrand exerce différents petits métiers pour gagner sa vie : livreur de chaussures, colleur d’affiches, vendeur chez Harrods à Londres, figurant de cinéma, ainsi qu’à l’Opéra-Comique.

### Formation et débuts
Avant de devenir écrivain, Frank Bertrand suit des cours de comédie avec Jean-Laurent Cochet, Odette Laure, Janine Crispin et Andréas Voutsinás. Il débute en 1972 au Festival d’Arles, en jouant Salomon le Magnifique, spectacle mis en scène par Alexandre Arcady. Dans ses premières pièces, Les invités, Puzzle et Six mille cardigans oubliés, représentées dans des cafés-théâtre, Bertrand est également interprète. En 1976, il est engagé par Loleh Bellon dans Les dames du jeudi qui signe sa première œuvre.
Trois grandes comédiennes : Suzanne Flon, Françoise Lugagne, Dominique Blanchar font partie de la distribution. Le succès est au rendez-vous, puisque la pièce se joue à Paris, au Studio des Champs-Élysées et en tournée durant plus de 500 représentations. Au Lucernaire, Bertrand joue dans La Poube d’Israël Horovitz, puis dans Pour ceux qui rêvent de Joseph Reis.
En 1979, il joue le rôle d'Yves dans la mini-série télévisée d'Antenne 2 : Il y a plusieurs locataires à l'adresse indiquée de François Chatel (Voir la bande annonce).

## Carrière

### Auteur dramatique
Frank Bertrand, inspiré  dès ses premières pièces par le théâtre anglo-saxon, est l’auteur d’une quinzaine de pièces, généralement des comédies, assez noires, mais drôles, légèrement cyniques et quelquefois amères, tout au long de l’écriture desquelles, il s’efforce de faire sienne cette déclaration d’Harold Pinter :

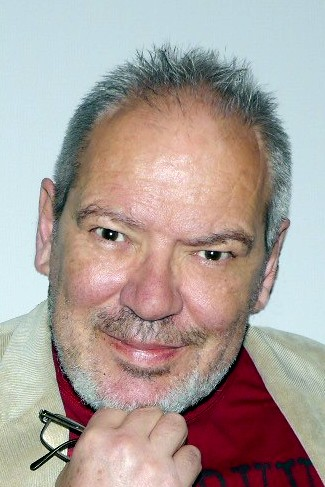

« Les mots que l’on dit sont une indication de ceux que l’on n’entend pas … ».
Depuis 1973, les œuvres de Frank Bertrand sont régulièrement jouées à Paris ou en province, ainsi qu’au festival d’Avignon. Ayant une nette préférence pour les personnages féminins, qu’il destine généralement à des actrices qu’il admire, Frank Bertrand a fait représenter Balayés par la mer  en 1974 au Théâtre des Hauts-de-Seine,  La distribution des prix en 1974 à la Comédie de Bourges, avec Christine Fabréga (héroïne du Deuxième souffle de Jean-Pierre Melville) dans le rôle principal.
Pour Pascale Audret et Sylvie Favre, il écrit La Maison d’en face au Théâtre Essaïon (1977), un duo en forme d’affrontement entre deux femmes.
D’autres pièces suivront : La liaison Mathématique, au Théâtre en Rond (aujourd'hui L'Européen), avec Annick Le Goff et Jean-Pol Brissart, Stress au Ranelagh, vaudeville à huit personnages, Marie-Antoinette et ses amies, huis clos entre cinq femmes et la reine de France, La dernière nuit de Tennessee Williams à la Huchette en 1995 avec Yves Llobrégat, monologue en forme de confession du grand auteur américain.
Ensuite, en 2002, Frank Bertrand écrit Carlotta, mise en scène à l’Espace Cardin, avec Annick Le Goff. C'est l’histoire d’une femme qui sort d’un tableau pour venir raconter au public sa vie haute en couleur.
En 2006 il écrit La Brinvilliers, Marquise et Empoisonneuse qui est représentée au Chat Noir, toujours avec Annick Le Goff, puis L’homme aux actrices, monologue mettant en scène les tribulations d’un écrivain entouré de stars revenues de l’au-delà qui veulent faire leur come-back au cinéma grâce à ce dernier. Dans la loge de Cyrano, adapté du chef-d’œuvre d’Edmond Rostand, brillamment interprété, seul en scène dans tous les rôles, par Patrick Guichard, au Festival d’Avignon, et en tournée dans toute la France depuis 2010.
Ses trois dernières pièces, Qui n’a pas tué Bella Darvi ? comédie en forme de psychanalyse ayant pour héroïne une actrice aujourd’hui oubliée, Elvis et Maria, correspondance imaginaire entre le King, Elvis Presley et la Diva, Maria Callas, Le temps du trouble, comédie dramatique entre un père et son fils épris du même homme, seront représentées en 2017 avec la dernière création Garbo attend Dietrich, monologue interprété par Léna Grinda, qui retrace le parcours de la célèbre actrice suédoise naturalisée américaine.

### Radio
Frank Bertrand écrivit plus de 80 dramatiques pour France-Inter, France Bleue, et France Culture.
Pendant une dizaine d’années, le producteur Patrice Galbeau lui commanda régulièrement des textes. Par la suite, Patrick Liegibel, fit également appel à Frank Bertrand pour son émission Au fil de l’Histoire.
De grands comédiens, interprétèrent ses pièces radiophoniques : Claude Rich, Anouk Ferjac, Roger Coggio, Judith Magre, Gérard Lartigau, Françoise Arnoul, Marie Daems, Pierre Vernier, Julien Bertheau, Françoise Christophe, Renée Faure, Claude Giraud, Françoise Seigner, Robert Manuel.

### Télévision
Après avoir joué en 1979 dans la mini-série télévisée d'Antenne 2, Il y a plusieurs locataires à l'adresse indiquée de François Chatel, il devient 15 ans plus tard auteur pour France 2, avec Huguette Denaisieux et Pierre Lary, de L’homme de la maison (en 1993). Puis il écrit ensuite de nombreuses séries d’animation en collaboration avec sa mère, Jacqueline Monsigny, et son frère, Thibaut Chatel : Les aventures de Christophe Colomb, Les Misérables, SOS Croco, Les Kangoo, Kangoo Junior, Chris Colorado, Triple Z, Magic Planet, Les P'tits Cuistots.

### Biographies
Frank Bertrand a écrit une dizaine de biographies, parmi lesquelles : Moi Elizabeth II, Pourquoi j’ai épousé ce con (biographie de Laura Bush) aux Éditions Michel Lafon (entre 2003 et 2006, en collaboration avec Jacqueline Monsigny).
Le Vertige de Martine Carol (L’Harmattan), Elvis Presley, Les Trois Reines d’Hollywood, Les Illustres Actrices de théâtre (Éditions France Empire), Mireille Balin, la star foudroyée (Éditions Nicole Vaillant), Moi, Jean Cocteau... (Éditions Vaillant), L'Homme aux actrices (L'harmattan), Lauren Bacall et moi (Éditions L’Écarlate), Je ne suis pas quelqu’un qu’il faut laisser seul, Éditions Navarro, 2016, biographies croisés d'Henri Vidal et Michèle Morgan.
À paraître en 2017 : Le Bal des Fous (chronique des années d’occupation allemande à Paris ayant pour sujet la vie des écrivains et des acteurs pendant cette époque troublée) et Rendez-vous au Pam-Pam aux Éditions Christian Navarro, autobiographie de Jacqueline Monsigny, à laquelle Frank Bertrand a collaboré.

### Psychanalyste
Frank Bertrand a été en analyse pendant de nombreuses années (auprès de Marie-Christine Renard puis à la fin de sa vie auprès de Guillaume Grienenberger-Galant). Il a souhaité devenir lui-même psychanalyste.

## Théâtre

### Auteur
- 1972 : Les Invités. Théâtre du Tertre. Mise en scène de l’auteur. Avec Catherine Morin, Marie Marszak, Michel Herval, Frank Bertrand
- 1972 : Mort d’une Blanchisseuse. Théâtre du Tertre. Mise en scène de l’auteur. Avec Tooti Masson, Peggy Frankston, Jean-Jacques Bedoussac
- 1973 : Six mille cardigans oubliés. Café-Théâtre Le Sélénite. Mise en scène de l’auteur. Avec Patrick Laval,  Jimmy Shuman, Jean-Luc Terrade, Frank Bertrand
- 1974 : Balayés par la mer. Théâtre des Hauts-de-Seine. Mise en scène Jean-Marie Galley. Avec Catherine Morin, Peggy Frankston, Elisabeth Rosner, Denis Leduc, Jean-Jacques Bedoussac, Louis-Marie Taillefer
- 1974 : La distribution des prix. Comédie de Bourges. Mise en scène Georges-Henri Régnier. Avec Christine Fabréga, Louison Roblin, Isabelle Gautier
- 1977 : La maison d’en face. Théâtre Essaïon. Mise en scène Jean-Christian Grinevald. Avec Pascale Audret, Sylie Favre
- 1977 : Pourquoi m’avez-vous appelé ?. Festival Café-Théâtre de Trouville. Mise en scène Frank Bertrand. Avec Annick le Goff et Alain Fourès
- 1979 : Un vieux Peter Pan. Café-Théâtre Le Sélénite. Adaptation de «  A Shallow Depth » de Michael Sharp. Mise en scène de Frank Bertrand. Avec Suzanne Andler et Frédéric Norbert.
- 1980 : Pourquoi m’avez-vous appelé ?. Bio-Théâtre Mise en scène Jean-François Chaintron. Avec Christiane Marchevska et François Nocher.
- 1981 : La liaison mathématique. Mise en scène de l’auteur. Avec Annick Le Goff et Jean-Pol Brissart
- 1982 : Stress. Theâtre du Ranelagh. Mise en scène de l’auteur. Avec Janine Darcey, Kelvine Dumour, André Dumas, Suzy Clavel, Jean-Pol Brissart, Dominique Verrier, Rémi Secret, Christian Morin
- 1985 : Samedi dans la salle de bains. Théâtre de la Tête d’Or. Mise en scène Jacques Monod. Avec Jacqueline Bœuf et Michel Le Royer
- 1993 : Marie-Antoinette et ses amies. Galerie-théâtre Christian Siret. Festival d’Albret. Mise en scène de l’auteur. Avec Annick le Goff, Frédérique Cerbonet, Blandine Pélissier, Bénédicte Appe, Nathalie Juvet, Jenny Arasse
- 1995 : La dernière nuit de Tennessee Williams. Théâtre de la Huchette. Mise en scène Henri Courseaus. Avec Yves Llobrégat
- 1997 : Trait d’Union. Théâtre Mouffetard. Mise en scène Albert-André Lheureux. Avec Léna Grinda, Georges Claisse, Alexis Manuel
- 1997 : L'annuaire 1950 (Théâtre péniche La balle au bon). Mise en scène de l'auteur avec Annick Le Goff
- 2002 : Carlotta. Petit Espace Cardin. Mise en scène de l'auteur et de Thibaut Chatel. Avec Annick Le Goff
- 2006 : La Brinvilliers, marquise et empoisonneuse. Au Chat Noir. Avec Annick Le Goff et Ludovic Schoendoerffer
- 2010 : L’homme aux actrices. Festival d’Avignon. Théâtre des Corps Saints. et en tournée. Mise en scène Frank Bertrand. Avec Patrick Guichard
- 2012 – 2017 : Dans la loge de Cyrano. En tournée dans toute la France, et au Festival d’Avignon (Théâtre du Verbe Fou)  en 2013 et 2014.

### Comédien
- 1972 : Salomon le Magnifique. Festival d’Arles. Mise en scène Alexandre Arcady. Avec Gilles Béhat, Marie Marszak, Patrick Laval, Philippe Noel.
- 1973 : Les Invités. Théâtre du Tertre. De et avec Frank Bertrand. Avec Catherine Morin, Marie Marszal, Michel Herval.
- 1974 : Six mille cardigans oubliés. Café-Théâtre le Sélénite. Bio-Théâtre. De et avec Frank Bertrand. Avec Patrick Laval, Jimmy Shumann, Jean-Luc Terrade.
- 1976 : Les dames du jeudi. Studio des Champs-Élysées. De Loleh Bellon. Mise en scène Yves Bureau. Avec Suzanne Flon, Dominique Blanchar, Françoise Lugagne, Max Vialle, Frank Bertrand.
- 1979 : Il y a plusieurs locataires à l’adresse indiquée (France 2). Réalisation François Chatel. Avec Patricia Lesieur, Rachel Boulenger, Frank Bertrand.
- 1979 : La Poube. Théâtre du Lucernaire. d’Israël Horowotz. Avec Janine Darcey, Frédérique Cerbonet, Idriss, Rachel Boulenger, Frank Bertrand.
- 1980 : Pour ceux qui rêvent. Théâtre de Plaisance. De Joseph Reis. Mise en scène Marie-Françoise Lieury. Avec Annick le Goff

## Télévision

### Acteur
1979 : Il y a plusieurs locataires à l'adresse indiquée de François Chatel : Yves

### Scénariste avec Jacqueline Monsigny et Thibaut Chatel
- 1991 : Les Misérables. (Dessin animé) (TF 1)
- 1991 : Tribunal (TF 1)
- 1992 : Kangoo (TF 1)
- 1993 : Les Kangoo aux Jeux (TF 1)
- 1993 : L’homme de la Maison (France 2)
- 1993 : Chocotte Minute (M 6)
- 1996 : Chris Colorado (Canal + France 3)
- 1997 : Kangoo Juniors (T F1)
- 1998 : S.O.S. Croco
- 1998 : Triple Z (TF 1)
- 1998 : Magic Planet (France 3)
- 2015 : Les p’tits cuistots (M 6)